# Canottaggio ai Giochi della XXXII Olimpiade - 4 di coppia femminile
Il 4 di coppia femminile dei Giochi della XXX Olimpiade si è svolta tra il 23 e il 28 luglio 2021. Hanno partecipato 10 equipaggi.
La gara è stata vinta dall'equipaggio cinese composta dalle atlete Chen Yunxia, Zhang Ling, Lü Yang e Cui Xiaotong.

## Formato
Nel primo turno, i primi due equipaggi di ogni batteria hanno avuto accesso alla finale, mentre gli altri si sono affrontati in un ripescaggio che qualifica altri due equipaggi. I quattro equipaggi eliminati al ripescaggio si sono affrontati in una finale B per i piazzamenti.

## Programma
| Data           | Ora (UTC+9) | Turno      |
| -------------- | ----------- | ---------- |
| 23 luglio 2021 | 11:50       | Batterie   |
| 25 luglio 2021 | 10:50       | Ripescaggi |
| 28 luglio 2021 | 09:00       | Finale B   |
| 28 luglio 2021 | 10:50       | Finale A   |

## Risultati

### Batterie
| Pos. | Atleti                                        | Nazione       | Tempo   | Note |
| ---- | --------------------------------------------- | ------------- | ------- | ---- |
| 1    | Schultze, Kampmann, Nwajide, Hammerling       | Germania      | 6:18.22 | FA   |
| 2    | Youssifou, Janssen, van Rooijen, Beukers      | Paesi Bassi   | 6:19.36 | FA   |
| 3    | Scott, Hodgkins Byrne, Hodgkins Byrne, Glover | Gran Bretagna | 6:20.80 | R    |
| 4    | Nugent-O'Leary, Tew, Macfarlane, Loe          | Nuova Zelanda | 6:25.23 | R    |
| 5    | Madden, Rusher, O'Leary, Tomek                | Stati Uniti   | 6:34.36 | R    |

| Pos. | Atleti                                | Nazione   | Tempo   | Note |
| ---- | ------------------------------------- | --------- | ------- | ---- |
| 1    | Chen, Zhang, Lyu, Cui                 | Cina      | 6:14.32 | FA   |
| 2    | Kobus, Wieliczko, Sajdak, Zillmann    | Polonia   | 6:18.62 | FA   |
| 3    | Iseppi, Montesano, Lisi, Gobbi        | Italia    | 6:20.45 | R    |
| 4    | Thompson, Meredith, Hudson, Cronin    | Australia | 6:26.21 | R    |
| 5    | Aernoudts, Bailleul, Jacquet, Lunatti | Francia   | 6:33.64 | R    |

### Ripescaggio
| Pos. | Atleti                                        | Nazione       | Tempo   | Note |
| ---- | --------------------------------------------- | ------------- | ------- | ---- |
| 1    | Thompson, Meredith, Hudson, Cronin            | Australia     | 6:36.67 | FA   |
| 2    | Iseppi, Montesano, Lisi, Gobbi                | Italia        | 6:37.44 | FA   |
| 3    | Nugent-O'Leary, Tew, Macfarlane, Loe          | Nuova Zelanda | 6:39.91 | FB   |
| 4    | Scott, Hodgkins Byrne, Hodgkins Byrne, Glover | Gran Bretagna | 6:42.97 | FB   |
| 5    | Aernoudts, Bailleul, Jacquet, Lunatti         | Francia       | 6:47.41 | FB   |
| 6    | Madden, Rusher, O'Leary, Tomek                | Stati Uniti   | 6:50.74 | FB   |

### Finali
| Pos. | Atleti                                        | Nazione       | Tempo   | Note |
| ---- | --------------------------------------------- | ------------- | ------- | ---- |
| 7    | Scott, Hodgkins Byrne, Hodgkins Byrne, Glover | Gran Bretagna | 6:25.14 |      |
| 8    | Nugent-O'Leary, Tew, Macfarlane, Loe          | Nuova Zelanda | 6:29.70 |      |
| 9    | Aernoudts, Bailleul, Jacquet, Lunatti         | Francia       | 6:29.70 |      |
| 10   | Madden, Rusher, O'Leary, Tomek                | Stati Uniti   | 6:30.03 |      |

| Pos. | Atleti                                   | Nazione     | Tempo   | Note            |
| ---- | ---------------------------------------- | ----------- | ------- | --------------- |
|      | Chen, Zhang, Lyu, Cui                    | Cina        | 6:05.13 | Record mondiale |
|      | Kobus, Wieliczko, Sajdak, Zillmann       | Polonia     | 6:11.36 |                 |
|      | Thompson, Meredith, Hudson, Cronin       | Australia   | 6:12.08 |                 |
| 4    | Iseppi, Montesano, Lisi, Gobbi           | Italia      | 6:13.33 |                 |
| 5    | Schultze, Kampmann, Nwajide, Hammerling  | Germania    | 6:13.41 |                 |
| 6    | Youssifou, Janssen, van Rooijen, Beukers | Paesi Bassi | 6:15.75 |                 |